# 스피치리스 (시트콤)
《스피치리스》(영어: Speechless)는 2016년부터 2019년까지 방영된 미국의 시트콤이다.